# Quítxua de Lambayeque
El quítxua de Lambayeque o bé quítxua d'Incahuasi-Cañaris (linwa, linwaras, kiĉwa) o quítxua de Ferreñafe és una varietat del quítxua parlada en el nord-oest del el Perú. Està classificada grup Quítxua IIA. És parlat per unes 20.000 persones, que habiten principalment als districtes andins del departament de Lambayeque que li donen nom a aquest dialecte, Incahuasi i Cañaris, encara que també es parla en parts del districte de Salas i en zones limítrofes dels departaments de Cajamarca i Piura.
Aquesta variant dialectal, relacionada amb les parles cajamarquines, es caracteritza per tenir trets mixtos procedents de les dues branques principals quítxua, huáyhuash QI i yúngay QII, el que suggereix que la penetració del quítxua a la regió es va realitzar en dues onades consecutives, estant l'última d'elles relacionada amb l'expansió de grans centres urbans de la costa central com Pachacamac, entre els segles VII i IX. El caràcter mixt d'aquesta variant dialectal s'evidencia també en la varietat d'intercanvis lingüístics del seu lèxic que tenen predominança de termes procedents del QI, localismes no quítxues o pre-quítxues (probablement Culle) i hispanismes.